# Nyabitsinda
Nyabitsinda är en kommun i Burundi. Den ligger i provinsen Ruyigi, i den centrala delen av landet, 100 km öster om Burundis största stad Bujumbura.